# Hylesia nigridorsata
Hylesia nigridorsata är en fjärilsart som beskrevs av Paul Dognin 1912. Hylesia nigridorsata ingår i släktet Hylesia och familjen påfågelsspinnare. Inga underarter finns listade i Catalogue of Life.